# Celina (Ohio)
Celina es una ciudad ubicada en el condado de Mercer en el estado estadounidense de Ohio. En el Censo de 2010 tenía una población de 10400 habitantes y una densidad poblacional de 761,95 personas por km².

## Geografía
Celina se encuentra ubicada en las coordenadas 40°33′19″N 84°33′48″O / 40.55528, -84.56333. Según la Oficina del Censo de los Estados Unidos, Celina tiene una superficie total de 13.65 km², de la cual 12.9 km² corresponden a tierra firme y (5.48%) 0.75 km² es agua.

## Demografía
Según el censo de 2010, había 10400 personas residiendo en Celina. La densidad de población era de 761,95 hab./km². De los 10400 habitantes, Celina estaba compuesto por el 94.93% blancos, el 0.48% eran afroamericanos, el 0.42% eran amerindios, el 1.13% eran asiáticos, el 0.39% eran isleños del Pacífico, el 1.07% eran de otras razas y el 1.58% pertenecían a dos o más razas. Del total de la población el 2.82% eran hispanos o latinos de cualquier raza.